# Tappeto Ardabil
I tappeti Ardabil (Tappeti Ardebil) sono una coppia di famosi tappeti persiani esposti nella collezione del Victoria and Albert Museum a Londra e nel Los Angeles County Museum of Art. Sono un esempio dei classici tappeti Ardabil.
Si tratta di tappeti in seta e lana con una densità di nodi pari a 47–54 cm2). La dimensione del tappeto di Londra è di 10,5 × 5,3 metri, con un numero di nodi pari a circa 26 milioni. I tappeti hanno un'iscrizione: un distico da un ghazal del mitico poeta persiano Hafez e una firma. La differenza di dimensioni tra i due motivi di lampada da moschea che fiancheggiano il medaglione centrale è considerata come un uso deliberato della prospettiva grafica; visti dal lato della lampada più piccola i due appaiono della stessa dimensione. Il disegno del medaglione centrale assomiglia a quello del lato interno della cupola della Moschea dello sceicco Lotfollah a Esfahan.
Completati durante il regno del safavida Scià Tahmasp I, nella metà del XVI secolo, probabilmente a Tabriz, i tappeti sono considerati tra i migliori della scuola classica iraniana (Persiana). Furono prima utilizzati a lungo nella moschea di Ardabil, e vennero poi pesantemente in Iran prima di essere venduti nel 1890 ad un commerciante di tappeti britannico che ne restaurò uno usando parti dell'altro: quello restaurato lo vendette poi al Victoria and Albert Museum. William Morris, allora un esperto d'arte del museo, fu determinante nell'acquisizione.
Il secondo tappeto "segreto", più piccolo, senza bordi e con un pezzo mancante, e costituito dalle restanti sezioni utilizzabili, fu venduto all'uomo d'affari americano Clarence Mackay e passò frequentemente di mano tra facoltosi compratori per molti anni. Passando attraverso le collezioni d'arte di Mackay, [Charles Yerkes | Yerkes] e De la Mare, alla fine fu esposto, nel 1931, in una mostra a Londra. L'industriale americano Jean Paul Getty lo vide e lo acquistò da Lord Duveen per circa 70.000 sterline diversi anni dopo. Getty fu contattato da agenti, per conto di re Fārūq I d'Egitto che offrì 250.000 dollari per farne regalo di nozze a sua sorella andata in sposa allo Scià dell'Iran. Successivamente Getty donò il tappeto al Museo della Scienza, Storia e Arte della Contea di Los Angeles nell'Exposition Park di Los Angeles. Altri frammenti sono comparsi sul mercato di volta in volta. La densità del nodo è effettivamente più alta sul tappeto di Los Angeles.
Questo tappeto persiano è stato oggetto di numerose copie di dimensioni che vanno da piccole ai tappeti molto grandi. C'è un Ardabil al 10 Downing Street e persino Adolf Hitler ebbe un Ardabil nel suo ufficio a Berlino. Il tappeto di Londra è stato esposto per decenni su un muro. Dal 2006, è stato esposto in uno speciale padiglione di vetro al centro della galleria principale di arte islamica. Nella sala l'illuminazione è mantenuta bassa per evitare sbiadimenti del prezioso tappeto.
(Iscrizione intessuta nel tappeto Ardabil)
Rapportando questa data al calendario cristiano, emerge che il tappeto fu tessuto intorno agli anni 1539-40 durante il regno di Scià Tahmasp I, uno dei grandi mecenati della tessitura dei tappeti. Il resto incompleto dell'altro tappeto 'Ardebil', che reca la stessa iscrizione e data, è stato dato da Jean Paul Getty al  Los Angeles County Museum.»